# Полювання на відьом

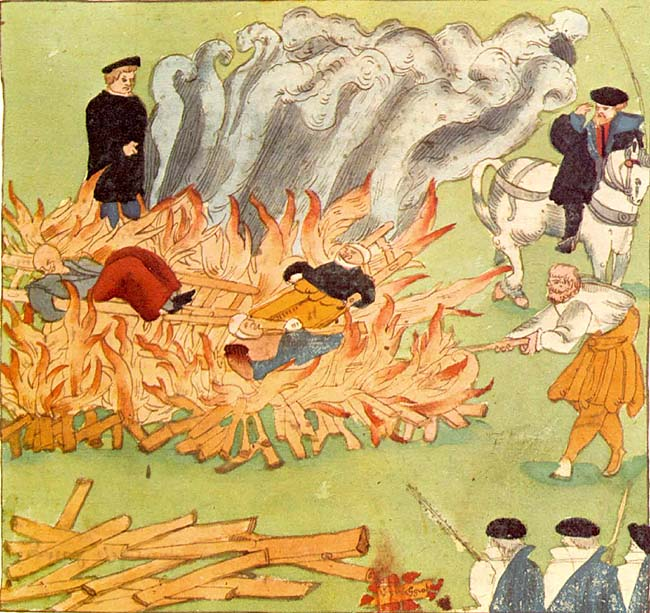
Спалення трьох відьом у Бадені (Швейцарія) 4 листопада 1585

Полюва́ння на ві́дьом (англ. witch-hunt, witch purge) — масові переслідування та вбивства людей, звинувачуваних у чаклунстві. Пошук «відьом» чи доказів чаклунства часто набував форм моральної паніки чи масової істерії. Кримінальне переслідування «відьом» і «чаклунів» відоме з античних часів, але особливого розмаху досягло в Західній Європі та Америці кінця XV — середини XVII ст. Тільки по судах над баскськими «відьмами» (1609–1610, суддя П'єр де Ланкре) проходило не менше 7 тисяч жінок. Із середини 16 до середини 17 ст. в Європі відбулось понад 50 тисяч відьомських процесів. З однаковим завзяттям їх проводили як католики, так протестанти.
У католицьких країнах справи про чаклунство, як правило, розглядалися церковним судом — інквізицією (хоча, скажімо, французьку справу про отрути розбирав особливий світський суд «вогненна палата» через участь у ньому осіб близьких до короля, таких як його брат або фаворитка). Поширені також випадки самосуду над підозрюваними в магії. Покарання за відьомство варіювалися від штрафу до смертної кари, в залежності від тяжкості звинувачень і ступеня каяття підсудної. Засуджених до смерті зазвичай спалювали на вогнищі, живими або задушивши перед спаленням (такий спосіб страти вважався гуманним: «без пролиття крові»). Новітні дослідження виявили, що багато з обвинувачених у відьомстві насправді були невинними, але заможними чи неординарними людьми, що стали жертвами ошуканства й жадоби найближчого оточення. Полювання на відьом було прибутковою справою. Доносник отримував частину майна своєї жертви, а судді та кати — високу платню.
1184 року за наказом Папи Луція III була створена Інквізиція (від лат. inquisitio — «розслідую») — особливий підрозділ католицького суду, який розслідував прояви «відьомства» та «поклоніння демонам», що мав викорінювати відхилення від офіційного вчення церкви). До 1258 року проводились поодинокі суди над «відьмами», страти відбувались рідко. Але невдовзі за наказом Папи Іоанна ХХІІ 1320 року інквізиція почала масово розшукувати та страчувати «відьом». Першою жертвою стала Анжела де Лабарт, після чого смерті «відьом» стали частими виставами для людей. Найбільше процвітання інквізиції припало на 1450—1750 роки. Історики називають цей період відьомською істерією.

## Перші відьомські суди в середньовічній Європі
Протягом перших тринадцяти віків християнства в Європі карали смертю «за чародійництво» лише в тому випадку, коли останнє, як вважалося, завдало відчутної шкоди здоров'ю чи життю людини. На той час інквізиція, хоча й проіснувала півтора століття, ще не сформулювала власну доктрину гріха та змови з дияволом. Тодішня інквізиція, навіть розглядаючи звинувачення у чародійництві, давала підозрюваній змогу виправдатися або, у крайньому разі, постати перед судом світської влади, від руки якої і понести покарання (певна річ, не таке жорстоке, як у наступні віки).
«Відьмам» та «чаклунам», які жили приблизно до 1258 року, відносно пощастило: тоді інквізиція звернулася до Папи Олександра IV з офіційним запитом, чи не настав час католицькій церкві звернути особливу увагу на ворожіння та чародійництво, на що отримала відмову. Проте вже незабаром один з наступних понтифіків — Папа Іоанн XXII — підписав закон на переслідування осіб, які «вклоняються демонам». А відтак вже у 1275 році в Європі було спалено першу «відьму» — Анжелу де Лабарт, жительку Тулузи. Під тортурами вона зізналася, ніби має дитину від диявола — немовля з головою вовка та хвостом змії. Якими б ідіотичними надалі не були зізнання від жертв інквізиції, процес масових вбивств «єретичок» запустився блискавично.

## Останні жертви
Першою країною, в якій було скасовано кримінальне покарання за чаклунство, стала Велика Британія. Це сталося в 1735 році (Закон про чаклунство).
Останньою людиною, страченою в Німеччині саме з формулюванням «за чаклунство», стала служниця Анна Марія Швегелін, обезголовлена 30 березня 1775 року в Кемптені (Баварія).
Сейм Речі Посполитої остаточно заборонив переслідувати відьом 1776 року, російська імператриця Катерина ІІ зробила це роком раніше.
Останньою страченою у Європі за чаклунство вважається Анна Гельді. Її стратили у Швейцарії у 1782 році (під тортурами зізналася у чаклунстві, однак офіційно вона отримала смертний вирок за отруєння).
Хоча ще в 1836 році в Сопоті була втоплена під час випробування водою звинувачена в чаклунстві вдова рибалки Христина Сейнова. Її справа ілюструє той факт, що віра в чаклунство продовжувала зберігатися серед громадськості досить довго після того, як суди перестали приймати такі звинувачення, і як у виняткових випадках громадськість брала закон в свої руки, коли виникали підозри в чаклунстві.
Останнє відоме покарання за чаклунство в Іспанії (200 ударів різками і 6-річне вигнання) було призначено в 1820 році.

## Оцінки кількості жертв
Сучасні дослідники оцінювали загальну кількість страчених за 300-річний період активного полювання на відьом в 40—50 тисяч людей. У деяких країнах, наприклад, в Німеччині, в чаклунстві звинувачували переважно жінок, в інших (Ісландія, Естонія, Росія) — чоловіків.

## Відьомські суди в Україні— наРусіта в Гетьманщині
Першою відомою нам жертвою забобонів на українських теренах є Настася Чагрівна. 1171 року коханку галицького князя Ярослава Осмомисла внаслідок інтриг боярів оголосили відьмою і спалили на вогнищі. Масштабне переслідування чаклунів почнеться у 16–17 століттях, коли в багатьох європейських країнах чарування буде серед найстрашніших злочинів.
Що стосується території України періоду 16–17 століть — до нас дійшло 198 судових справ про чари з руських воєводств Речі Посполитої. Дослідник з Києво-Могилянської академії Катерина Диса заперечує цю цифру, хоча без конкретики — документація таких судових процесів фрагментарна. У Києві власного ката не було до кінця XVIII сторіччя — їх «позичали» з найближчого міста, що непрямо показує на невеликі обсяги страт злочинців (серед них і відьом).
Найбільше відомих документів про переслідування українських відьом походить з міст і містечок Кам'янця-Подільського, Вижви, Олики, Кременця, Дубна.  «Пік» розправи над відьмами в Україні припав на XVII—XVIII сторіччя.
Судили відьом на наших теренах спочатку за німецькими законами, такими як «Саксонське зерцало» чи «Каролінський кодекс», а потім за побудованими на їхній основі книгами Бартоломея Гроїцького.
Найрезонансніший суд над відьмами відбувся 1666 р. у столиці тодішньої Гетьманщини м. Гадячі. Гетьман Іван Брюховецький у втраті дитини своєю вагітною дружиною Дарією звинуватив п'ятьох жінок та шосту — дружину гадяцького полковника Семена Остренка. Аргументація (за донесенням царського посланця в Україну Іони Леонтьєва) — «…бабы [відьми] выкрали у гетмановой жены дитя из брюха». Жінок засуджено на спалення перед усім народом. Як доводить Катерина Диса, події у Гадячі — це безпрецедентний випадок для українських земель, який хоч і мав в основі звинувачення у чаклунстві, але був більш справою проти загрози верховній владі у Гетьманщині..

### Остання відома судова справа проти відьми в Україні
Останній судовий розгляд в регіоні відбувся 1829 року, коли суд визнав наклепом звинувачення у відьомстві жительки містечка Липовець Катерини Мартиновської. «Жертвою» її «нападу» був місцевий священик Федір Булонський, який скаржився, що жінка хотіла його зурочити й кидала в нього… соломою та капустяним листям. Панотця судді не підтримали й наказали більше не турбувати суд через «вздор свій».

## Відьомські суди вМосковському царстві
Ківельсон виявила відомості про 258 відьомських процесів, в ході 106 з яких до обвинувачених застосовувалися тортури (більш жорстокі, ніж в інших справах, крім пов'язаних з державною зрадою)..

## Причини
16-17 ст., відомі як Доба Просвітництва, були і часом виснажливих епідемій, війн, голоду. Не в змозі логічно пояснити такі речі, за браком освіти і знань, люди шукали відповідь у надприродних силах. Отож, причиною звинувачення у відьомстві могло стати будь-що: раптова хвороба чи смерть, відсутність молока у худоби, навіть «надмірна» краса підозрюваної. Люди настільки вірили у те, що всі їхні проблеми спричинені відьмами, що цілі країни підіймалися, аби знищити їх. Водночас такий стан речей активно заохочувався священиками і духовенством, які шукали спосіб розбагатіти і збільшити церковні доходи.

## У мистецтві
Основним звинувачувальним інструментом середньовічної інквізиції була праця з демонології «Молот відьом» (лат. Malleus Maleficarum), де було зібрано релігійні «аргументи» за вихідну та тотальну «порочність» жіночої природи і зв'язки жінок з дияволом.

## Згадки в художній літературі
- Валерій Шевчук. Сота відьма // Дерево пам'яті: Книга українського історичного оповідання: Для ст. шк. віку: Вип. 3: Світова історія / Упоряд. текстів та іл., автор передм. і прим. Ю. М. Хорунжий; Худож. оформл. І. М. Гаврилюка. — К.: Веселка, 1991. — 511.: іл. — (Б-ка «Золоті ворота»). — ISBN 5-301-01086-7 (вип. 3). — ISBN 5-301-01085-9